# Makiwara

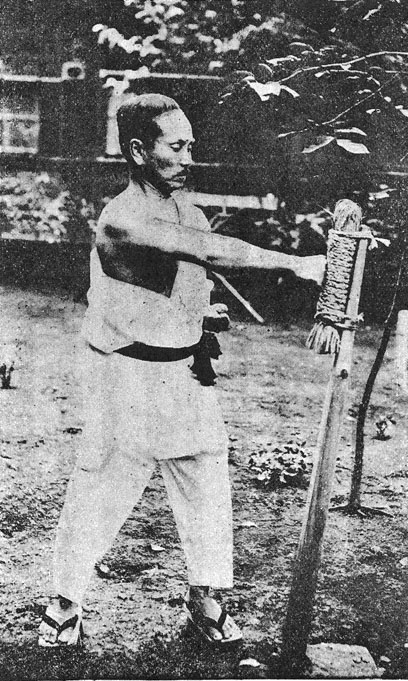
Funakoshi beim Makiwara-Training

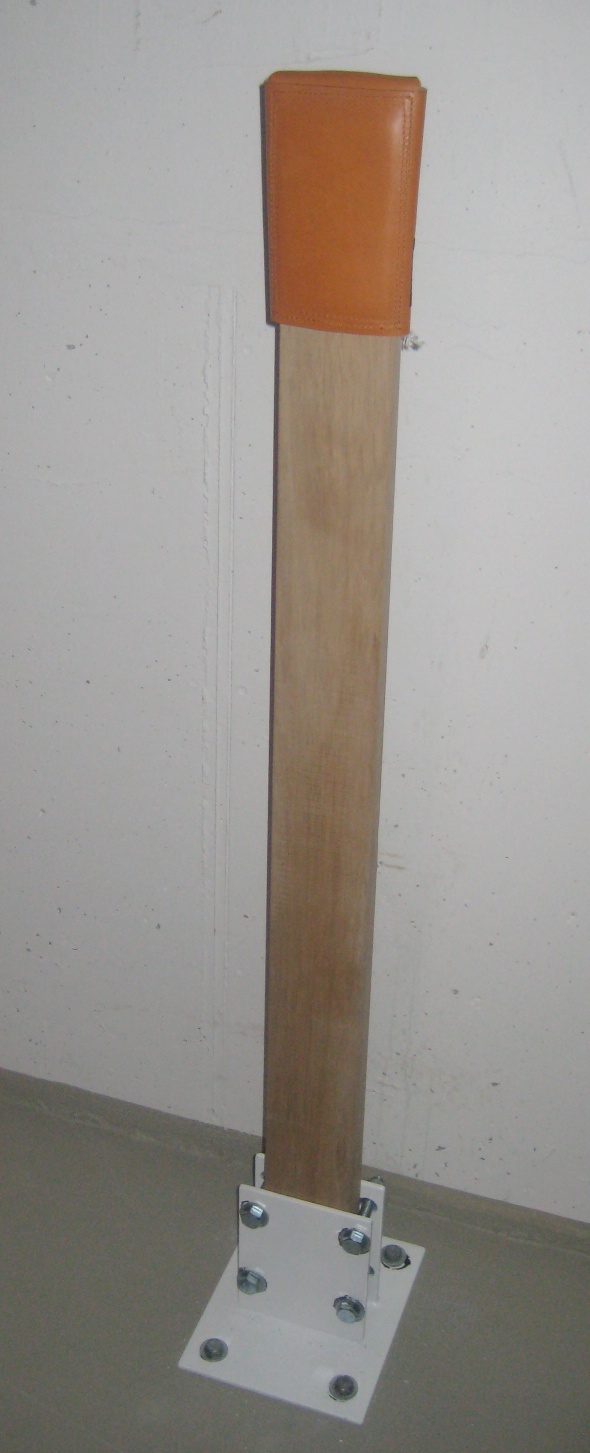
Makiwara für das Karate mit Bodenbefestigung

Ein Makiwara (jap. 巻藁, mit der Bedeutung maki – Rolle, umrollen und wara – Stroh) ist ein aus Japan stammendes Sportgerät, das vor allem im Karate als hölzerner Schlagpfosten und im japanischen Bogenschießen, Kyūdō, als Übungsziel verwendet wird.

## Karate
Traditionell besteht ein Makiwara aus einem biegsamen, nicht-brechenden und nicht-splitternden Holzbrett, an dessen oberen Ende eine etwa 30 cm lange und 10 cm breite Umwicklung aus Reisstroh als Schlagpolster dient. Das Brett ist in der traditionellen Variante etwa 2,00 bis 2,40 m hoch und ungefähr 10 cm breit. Während es am unteren Ende 10 cm tief ist, verjüngt es sich nach oben hin auf circa 1,25 cm. Von der Gesamtlänge werden 1,20 bis 1,50 m in die Erde eingegraben und dort mit zwei stabilen Querbrettern fest verankert.
Moderne Varianten haben verschiedene Schlagpolster (oft Schaumgummi mit Leder- oder Kunstlederbezug), sind deutlich kürzer, verjüngen sich meist nicht und können in der Regel an eine Wand angebracht werden. Es gibt auch Ausführungen, die lediglich aus einem gefederten Schlagpolster bestehen.
Geübt werden am Makiwara vor allem Schlagtechniken mit der Faust. Grundsätzlich können aber auch Tritte und andere Techniken daran trainiert werden. Da ein Makiwara zurückfedert, wenn darauf geschlagen wird, stellt das Training an dem Gerät besondere technische, körperliche und mentale Ansprüche an den Übenden. Entsprechend schult die Übung am Makiwara die Präzision und die Haltung, die Kraft und die Ausdauer sowie die Einstellung und die Konzentration.

## Kyūdō
Das Makiwara besteht hier aus einer fest gewickelten Reisstrohrolle von ca. 85 cm Länge und 30 cm Durchmesser, die auf einem Holzgestell liegt. Die Mitte befindet sich etwa in Mundhöhe des stehenden Schützen, der normalerweise auf die gerade Endfläche schießt. In manchen Schulen wurde das Makiwara auch hochkant aufgestellt und auf die Rundung geschossen. Ersatzmaterialien sind Schilfgras, strohgefüllte Tonnen und Schaumstofftafeln.
Auf das Makiwara wird mit einem speziellen federlosen oder nur sehr kurz befiederten Makiwara-Pfeil aus nur 2–3 m Entfernung geschossen.
Das Makiwara wird von Anfängern benutzt, um die Bewegungsabläufe beim Schuss einzuüben, bis sie sicher genug sind, um auf größere Entfernung zu schießen.
Aber auch fortgeschrittene Schützen sollen ca. 30 % ihrer Trainingszeit vor dem Makiwara üben, um die komplizierten Bewegungsabläufe beim Kyūdō weiter zu vervollkommnen und Fehler zu korrigieren, ohne von einer Zielscheibe abgelenkt zu werden.